# Sarskoye Gorodishche
Sárskoye Gorodische o Fuerte Sarski —del ruso: Сáрское городище ‘ciudadela en el Sara’— fue un asentamiento fortificado medieval en el óblast de Yaroslavl, Rusia. Estaba situado a orillas del río Sara, a poca distancia del lago Nero y al sur de la moderna ciudad de Rostov, de la que parece haber sido predecesora.

## Exploración
El lugar atrajo por primera vez la atención de los arqueólogos rusos a mediados del siglo XIX, a causa de sus imponentes dimensiones, que no tienen igual en la región. Las excavaciones iniciadas por el conde Alekséi Uvárov, hijo de Serguéi Uvárov, en 1854 revelaron una serie de soberbios artefactos varegos comparables a los hallados en Escandinavia, y en particular una espada carolingia con la inscripción latina «Lun fecit». Las expediciones arqueológicas se han llevado a cabo de forma intermitente desde ese periodo por muchas personas, entre ellas Nikolái Roerich en 1903. En su diario, Roerich se lamentaba de que el yacimiento había sido reducido drásticamente por los constructores de carreteras.
Cuando los arqueólogos soviéticos reanudaron las excavaciones, rechazaron la atribución tradicional del yacimiento a los nórdicos, proclamándolo como el mayor centro –si no la capital– de los meria, una tribu finesa que habitaba la región antes de la llegada de los eslavos. Según la Gran Enciclopedia Soviética, sus orígenes se remontan al siglo VI, pero sus fortificaciones fueron construidas por los eslavos en el siglo X. El asentamiento habría sufrido un declive desde finales del siglo X que parece haber perdurado hasta el siglo XIII, cuando se lo menciona por vez primera en una importante crónica como «Sárskoye Gorodische».

## Interpretación
Los descubrimientos varegos más importantes en Sárskoye se dan de circa 800 en adelante, lo que indica que se trataba de un importante –tal vez el que más– puesto en la ruta comercial del Volga entre Escandinavia y Bagdad. Se encontraron rastros de un baño, una fundición de hierro, un taller de alfarería y una joyería, y había además dos tesorillos de dírhams de principios del siglo IX. En las proximidades se detectó otro depósito de monedas, que contenía dírhams inscritos con caracteres rúnicos, lo que ha sido interpretado como una acción de gracias a Thor.
Junto a estas evidencias de la presencia escandinava, el elemento nativo meria no deja de ser fuerte. Por ejemplo, hay numerosos símbolos de arcilla que representan al castor, un animal sagrado para los fineses. Aunque se encontraron cremaciones, la inhumación es predominante. Al igual que los eslavos y los varegos en Gniózdovo –Гнёздово–, los meria y los escandinavos parece que coexistieron pacíficamente en los siglos IX y X. De esta forma el asentamiento pudo haber escapado a los violentos enfrentamientos de los nórdicos con la población indígena, tan característicos del área del lago de Ládoga.

## Sárskoye frente a Rostov

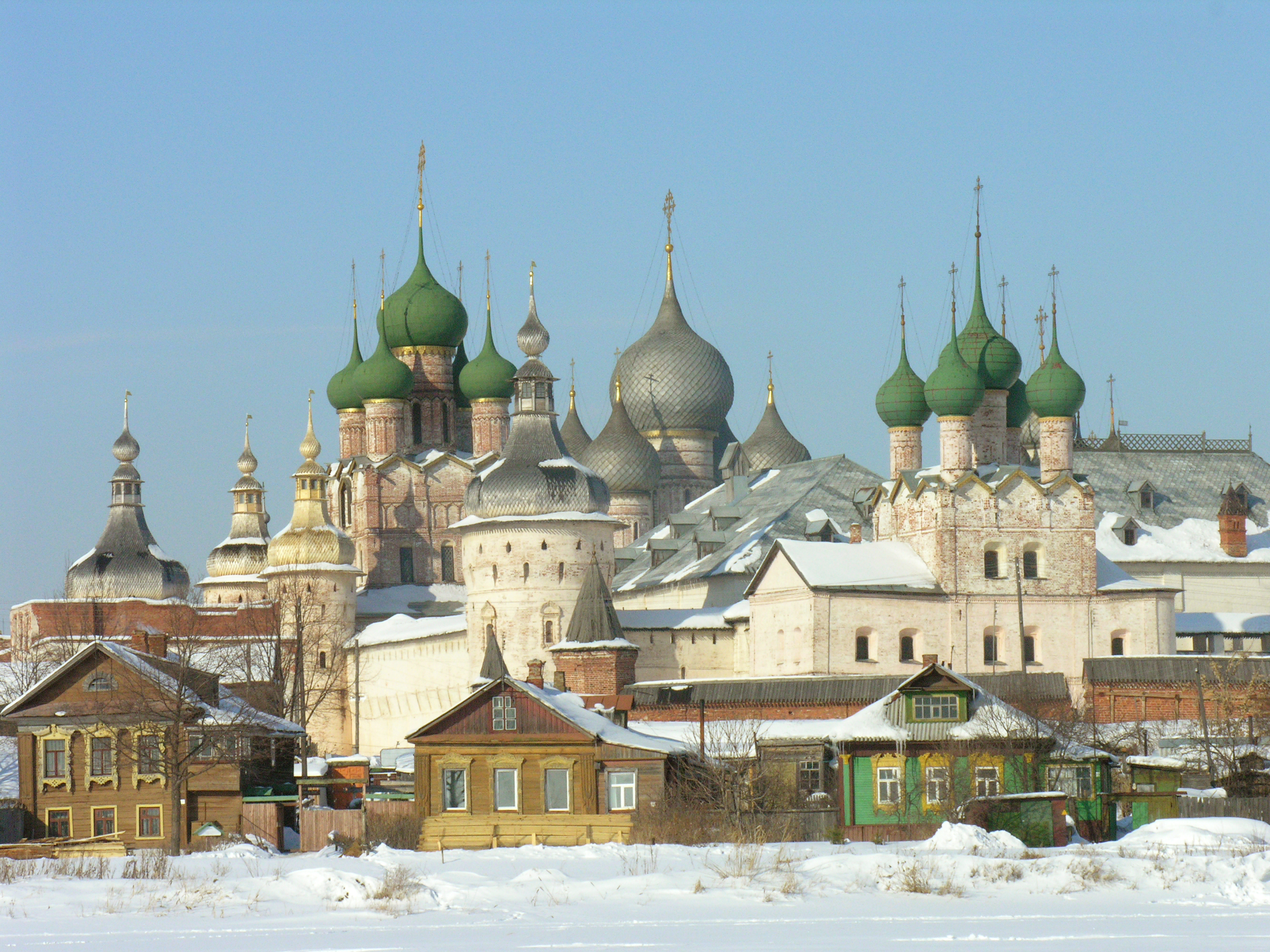
Rostov vista desde el lago Nero.

El pavimento de madera más antiguo de Rostov está fechado por la dendrocronología en 963. Las piezas que lo componían fueron descubiertas en excavaciones posteriores a 1949, arrojando mucha luz sobre los primeros años de la ciudad. Casi al mismo tiempo en que Sárskoye decaía, nacía Rostov, motivo por el cual es objeto de debate si se produjo un traslado de la ciudad. Tampoco está claro si el nombre eslavo original de Sárskoye Gorodische fue Rostov u otro diferente, pues cabe la posibilidad de que fuera Artha –la capital de la misteriosa Arsania que describe Ibn Hawqal–.
Los historiadores han tenido dificultades para explicar por qué se abandonó la superior ubicación de Sárskoye en favor del lugar pantanoso donde se levanta Rostov actualmente. Según una teoría, la ciudad fue transferida principalmente por motivos religiosos, con el fin de evitar tener una corriente de agua frente a la isla rocosa que albergó un importante santuario de Veles. Cualesquiera que fueran las razones de la decadencia de Sárskoye, los yacimientos similares de Timeriovo, cerca de Yaroslavl, y Gniózdovo, cerca de Smolensk, perdieron su primacía administrativa y económica más o menos en el mismo periodo.